# Rila Fukushima

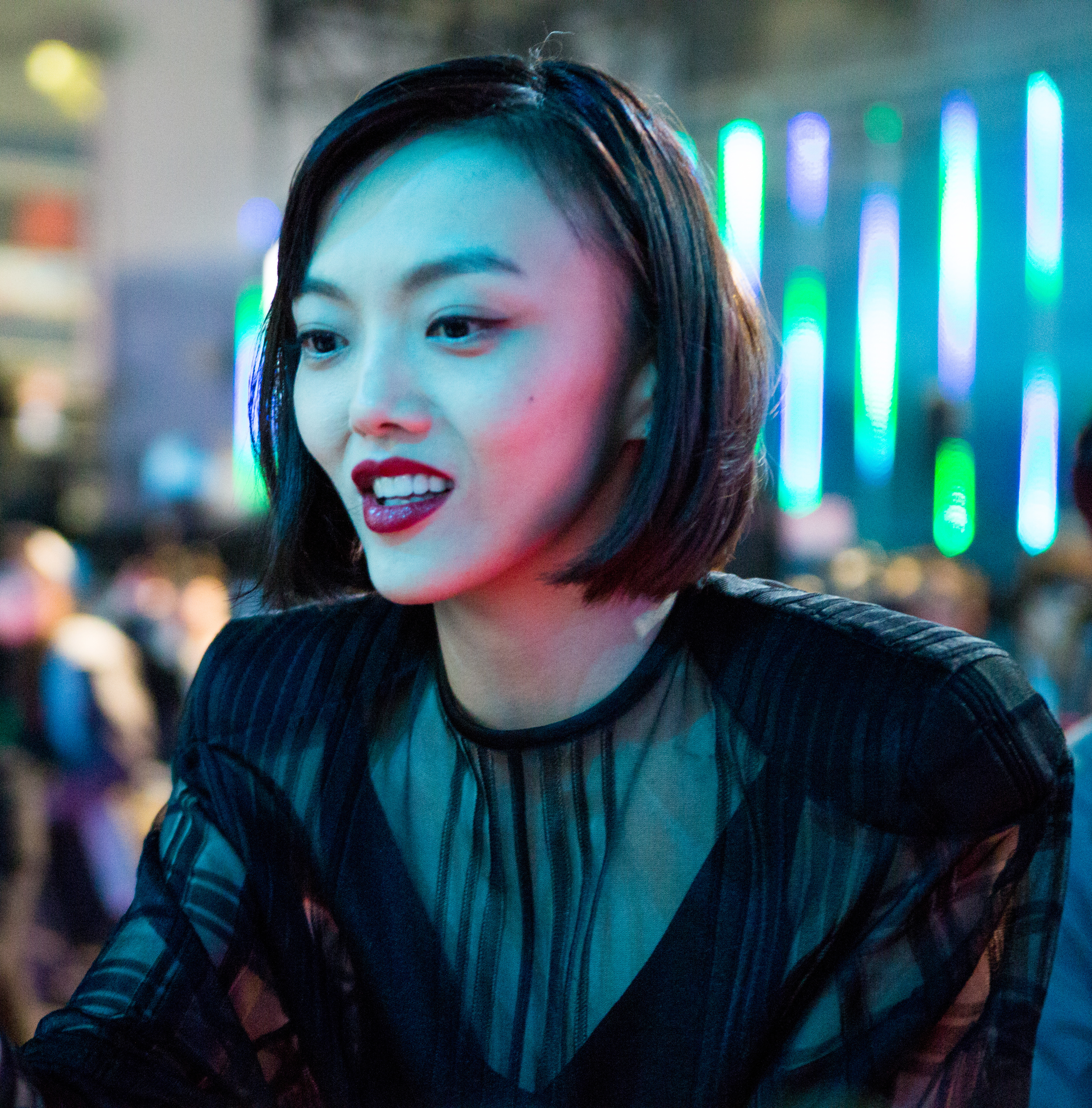
Rila Fukushima bei der Premiere von Ghost in the Shell (2017)

Rila Fukushima (anhörenⓘ, jap. 福島 リラ, Fukushima Rira; * 9. Januar 1980 in Tokio, Japan) ist ein japanisches Model und Schauspielerin.

## Leben
Fukushima wurde auf der südjapanischen Insel Kyūshū geboren, wuchs aber in Tokio auf. Schon in frühester Kindheit interessierte sie sich für Mode und Supermodels.
Sie bewarb sich später bei einer Modelagentur als Agentin, wo man ihr aber eine Tätigkeit als Model vorschlug. In den folgenden Jahren modelte sie für Kampagnen von Dolce & Gabbana, Givenchy, Yves Saint Laurent, Gap Inc., Chanel und Sephora. 2004 trat sie in Lenny Kravitz’ Musikvideo Where are we running? auf. Im gleichen Jahr zog sie nach New York City um. 2010 kehrte sie nach Japan zurück, um näher bei ihrer erkrankten Mutter zu sein.
Nach Rollen in einigen Kurzfilmen trat sie im Jahr 2013 in der Comicverfilmung Wolverine: Weg des Kriegers in der Rolle der Yukio auf. 2014 übernahm sie die Rolle der Tatsu Yamashiro/Katana in der Fernsehserie Arrow.

## Filmografie (Auswahl)
- 2010: Karma: A Very Twisted Love Story (Kurzfilm)
- 2010: Wake Up (Kurzfilm)
- 2013: Wolverine: Weg des Kriegers (The Wolverine)
- 2014–2016, 2019: Arrow (Fernsehserie, 16 Episoden)
- 2015: Game of Thrones (Fernsehserie, Episode 5x03)
- 2016: Terra Formars
- 2017: Ghost in the Shell
- 2017: 1,000,000 yen no Onnatachi (Miniserie, 12 Episoden)
- 2018: Blindspot (Fernsehserie, Episode 4x01)
- 2019: Enemy Within
- 2020: S.W.A.T. (Fernsehserie, Episode 3x13)
- 2020: Castlevania (Fernsehserie, 10 Episoden, Sprechrolle)
- 2021: Annette
- 2023: Kazoku
- 2024: Electric Child
- 2025: From the World of John Wick: Ballerina